# La Veneno
Cristina Ortiz Rodríguez (Adra, 19 de março de 1964 — Madri, 9 de novembro de 2016), mais conhecida pelo seu nome artístico La Veneno, foi uma atriz, cantora, modelo, prostituta e vedete espanhola. Conhecida por ser uma das primeiras mulheres a tornar a comunidade transexual visível na Espanha, e é reconhecida como um dos ícones da comunidade LGBTQIA+ mais importantes em seu país de origem.
Alcançou popularidade na mídia através de suas participações nos programas Esta noche cruzamos el Mississippi e La sonrisa del pelícano, transmitidos entre 1995 e 1997, apresentados pelo jornalista Pepe Navarro. Eventualmente, atuou como cantora e vedete, participando de numerosos programas de televisão.

## Biografia

### Primeiros anos
La Veneno nasceu em 19 de março de 1964, na localidade almeriense de Adra, em Andalucía, era uma dos seis filhos de José María Ortiz López (1932—2020) e María Jesús Rodríguez Rivera (1936). Desde muito jovem, La Veneno sabia que era uma mulher, segundo as suas próprias palavras, na sua infância e adolescência sofreu agressões e maus-tratos por parte de familiares e vizinhos da aldeia, pois repudiaram a sua identidade de gênero. Desde tenra idade, mostrou talento na moda, desenhando roupas e em Adra, dedicou-se à organização de pequenos desfiles de moda que ganharam uma certa popularidade na cidade.
Desde a sua juventude destacou-se pela sua grande atração física e, antes da sua transição, em 1989, recebeu o título de Míster Andalucía, quando tinha 26 anos. Em 1990, começou a vestir roupas femininas para trabalhar num clube noturno de transformismo, onde conheceu Paca La Piraña, também transgênero e com quem manteve uma amizade. Um ano depois, decidiu mudar-se para Madri, onde começou a trabalhar na cozinha de um hospital. A sua primeira aparição na televisão foi ainda como homem, em 1991, como concorrente em Vivan los novios, onde ganhou uma viagem à Tailândia. Foi em 1992, ao retornar da Tailândia, que iniciou a sua transição e trabalhou como prostituta, no início, seu nome era Tanya. O apelido "La Veneno" foi-lhe dado por Paca La Piraña após um desentendimento entre Cristina com um de seus namorados.

### Estrelato e estadia na prisão
Em abril de 1995, La Veneno foi descoberta numa reportagem televisiva sobre "travestis" pela jornalista Faela Sainz, colaboradora de Pepe Navarro no programa noturno Esta noche cruzamos el Mississippi, da emissora Telecinco. O seu estrelato foi quase imediato, o seu carisma, beleza e auto-confiança conseguiram elevar o público a quase oito milhões de espectadores. A partir desse momento, tornou-se regular no programa, e posteriormente, voltou a trabalhar com Navarro e a sua equipe em La sonrisa del pelícano (1997), do canal Antena 3.
La Veneno lançou-se como cantora e lançou o single "Veneno pa tu piel", que em seu lado B continha a canção "El rap de La Veneno", além disso, conseguiu vários contratos e começou a apresentar-se como vedete em várias discotecas. Também fez uma turnê por numerosas cidades na Espanha, onde se apresentava em clubes, festivas e festas de galas. Em dezembro de 1997, o programa de Pepe Navarro chegou ao fim, e no dia 29 do mesmo mês, La Veneno foi à Buenos Aires, onde trabalhou para o canal de televisão Telefé e foi entrevistada em 3 de janeiro de 1998 na estreia de Afectos especiales, um programa de sucesso mediano apresentado por Andrea Frigerio e Oscar Gómez Castañón. Nessa época havia um projeto para fazer um filme sobre sua vida, tendo ela mesma como protagonista, mas o projeto nunca foi produzido. No entanto, participou de dois filmes pornográficos: El secreto de la Veneno e La venganza de la Veneno, ambos dirigidos por Antonio Marcos. Em 1997, atuou em seis episódios da série En plena forma, de Alfredo Landa.
La Veneno estava envolvida num esquema contra a companhia de seguros do apartamento onde morava depois de ser denunciada por seu então namorado, Andrea Petruzzelli, foi acusada de incendiar deliberadamente o apartamento com a intenção de obter o dinheiro do seguro, pelo que foi julgada e condenada a três anos de prisão. Foi presa em ala masculina no Centro Penitenciario Madrid VI-Aranjuez em abril de 2003 com 39 anos, onde permaneceu até 2006.

### Regresso à fama e falecimento
Em 2006, após a sua saída da prisão e aos 42 anos, com 122 quilos e com uma certa deterioração física, reapareceu na mídia afirmando que o seu tempo na prisão tinha sido infernal, tendo sofrido violações e maus-tratos por parte dos policiais. Em outubro de 2010, um programa de televisão propôs-lhe o desafio de perder peso. Em março de 2011, La Veneno voltou a aparecer na televisão com 35 quilos a menos. No entanto, esta situação causou-lhe problemas de bulimia, além de problemas psicológicos, agravando também crises de ansiedade e depressão. Posteriormente, foi anunciado o livro biográfico Ni puta, ni santa. Las memorias de La Veneno, que seria lançado originalmente em 2007, mas não encontrou uma editora interessada em publicá-lo.
Em 9 de novembro de 2016, cerca de um mês após a publicação de sua biografia, sua morte súbita foi noticiada na imprensa. Quatro dias antes, La Veneno havia sido encontrada por seu namorado deitada no sofá de sua casa, rua Tablada, número 12, no bairro de Tetuan, em Madri, em mau estado, semi-consciente e com um corpo cheio de hematomas e um grande corte na cabeça que causou um traumatismo cranioencefálico que exigiu intervenção cirúrgica. Após pedir ajuda ao namorado, uma vizinha chamou uma ambulância, que a levou para o Hospital Universitário La Paz. Lá ela foi submetida a uma cirurgia de emergência devido a um edema cerebral e foi induzida a um coma para evitar maiores danos.
Ao mesmo tempo em que sua condição piorou, fontes em torno dela especulavam que a causa do suposto acidente poderia ser devido a um ajuste de contas, devido às informações em sua biografia publicada há algumas semanas, que revelou que as iniciais J.B e M.M se referiam a importantes personalidades da Espanha, com as quais alegava ter tido relações sexuais durante a fase em que se prostituia. Em 14 de outubro de 2016, durante sua última aparição na televisão no programa Sálvame Deluxe, afirmou ter recebido ameaças de morte após a publicação de sua biografia. As primeiras investigações policiais consideraram que teria sido um acidente doméstico, embora a possibilidade de suicídio também tenha sido pensada, pois, segundo seu parceiro, foi encontrada perto de bebidas alcoólicas e comprimidos ansiolíticos, que vinha tomando devido a problemas desde sua juventude. Concluiu-se, em primeira instância, que La Veneno havia morrido acidentalmente. Em 12 de novembro, seu enterro em Adra foi interrompido por ordem judicial, a fim de se proceder a uma segunda necropsia para tentar esclarecer as causas de sua morte, embora essa segunda necropsia tenha confirmado que sua morte foi acidental. Um mês após sua morte, o seu corpo ainda permaneceu no necrotério do Instituto Anatómico Forense. O corpo de La Veneno foi cremado no cemitério de La Almudena no dia 21 de dezembro de 2016, após receber permissão de sua mãe, Maria Jesús, e de dois de seus irmãos.

## Filmografia

### Cinema
| Ano  | Título                   |
| ---- | ------------------------ |
| 1997 | El secreto de La Veneno  |
| 1997 | La venganza de La Veneno |

### Televisão
| Ano       | Título                             | Emissora        |
| --------- | ---------------------------------- | --------------- |
| 1991      | Vivan los novios                   | Telecinco       |
| 1994      | Testigo directo                    | TVE             |
| 1996-1997 | Esta noche cruzamos el Mississippi | Telecinco       |
| 1997      | La sonrisa del pelícano            | Antena 3        |
| 1997      | De tarde en tarde                  | Canal Sur       |
| 1997      | Parle vosté, calle vosté           | Canal Nou       |
| 1997      | En plena forma                     | Antena 3        |
| 1998      | Susana Giménez Show                | Telefe          |
| 1998-1999 | Todo depende                       | Telemadrid      |
| 2001      | Tiempo al tiempo                   | TVE             |
| 2000-2001 | Mírame                             | Antena 3        |
| 2001-2003 | Crónicas marcianas                 | Telecinco       |
| 2006      | Salsa rosa                         | Telecinco       |
| 2006      | TNT                                | Telecinco       |
| 2006-2007 | Aquí hay tomate                    | Telecinco       |
| 2006-2007 | En Antena                          | Antena 3        |
| 2006-2011 | DEC                                | Antena 3        |
| 2009-2013 | Sálvame                            | Telecinco       |
| 2014      | El Caldero de Nacha                | Iberoamerica TV |
| 2009-2016 | Sálvame Deluxe                     | Telecinco       |

## Discografia
| Título              | Detalhes                                                             | Certificação e vendas |
| ------------------- | -------------------------------------------------------------------- | --------------------- |
| "Veneno pa tu piel" | - Ano: 1996 - Gravadora: MAX Music - Formato: CD, maxi single, vinil | Ouro (50,000 cópias)  |